# Verner Detlov von Schwerin (1746–1810)
Verner Detlov von Schwerin, född 6 april 1746 i Bettna församling, Södermanlands län, död 30 januari 1810 i Östra Hargs församling, Östergötlands län, var en svensk kammarherre.

## Biografi
Verner Detlov von Schwerin föddes 1746 på Åkerö slott i Bettna församling. Han var son till översten Verner Detlov von Schwerin af Spantekow och Maria Banér. von Schwerin blev 9 juni 1761 student vid Uppsala universitet och extra ordinarie kanslist i kansliexpeditionen 1765. Han blev 1768 hovjunkare, 7 mars 1770 kammarherre hos prinsessan Sofia Albertina. Åren 1771 och 1772 följde han med änkedrottningen Lovisa Ulrika på hennes resa till Berlin. von Schwerin blev 1775 kammarherre hos änkedrottningen Lovisa Ulrika. Han blev greve von Schwerin 25 april 1776 efter sin svärfader riksrådet Jakov Filip von Schwerin och introducerades i Sveriges Riddarhus samma år som nummer 94. Han blev 23 februari 1781 kammarherre hos drottning Sofia Magdalena. von Schwerin utnämndes 22 november 1784 till RNO och blev 1785 vice landshövding i Östergötlands län. Han avled 1810 på Idingstad i Östra Hargs socken.

### Egendom
von Schwerin ägde Idingstad i Östra Hargs socken och Stegeborg i Skällviks socken.

### Familj
von Schwerin gifte sig första gången 28 december 1773 på Hylinge i Västra Husby socken med grevinnan Mariana Eleonora von Schwerin (1752–1787), dotter av överstemarskalken Jakob Filip von Schwerin och grevinnan Charlotta Sofia Margareta von Bohlen. De fick tillsammans barnen Mariana Charlotta von Schwerin (1774–1785), assessorn Werner von Schwerin (1777–1859), Vilhelm Bogislav von Schwerin (1778–1779), protokollssekreteraren Fredrik Vilhelm von Schwerin (1781–1848) och en dödfödd dotter (1787–1787).
von Schwerin gifte sig andra gången 16 april 1799 på Sörby med stiftsjungfrun Lovisa Christina Svedenstierna (1772–1832) som var dotter till hovjunkaren Johan Jakob Svedenstierna och Beata Charlotta Stiernheim. De fick tillsammans sonen löjtnanten Kurt Verner Detlov Jakob von Schwerin (1800–1833).